# Adolfo L'Arco
Adolfo L'Arco (Teano, 27 maggio 1916 – Vico Equense, 25 luglio 2010) è stato un religioso, teologo e filosofo italiano.

## Biografia
Adolfo L'Arco, nato a Teano nella frazione Fontanelle il 27 maggio 1916, entrò molto giovane fra i Salesiani di Don Bosco e fu ordinato sacerdote nel 1945 a Roma. Conseguì all'Università di Napoli la laurea in filosofia. Per la sua preparazione teologica e filosofica, nonché per la profondità dei suoi scritti, è considerato tra i maggiori teologi e filosofi salesiani.
Per lungo tempo è stato professore di filosofia presso gli Istituti Salesiani di Don Bosco.
Ricoverato all'ospedale “San Leonardo” di Castellammare di Stabia, per un blocco renale, e ritornato a Pacognano di Vico Equense dopo aver superato la crisi, è morto novantaquattrenne il 25 luglio del 2010.
Uomo di anima sensibile e di infinita fede cristiana ha trascorso molto della sua vita scrivendo, interessandosi di agiografia, teologia e filosofia.
È stato protagonista televisivo sulla prima rete nazionale nel 1973 con il programma: Tempo dello Spirito.
Intensa e vasta la sua opera letteraria.

## Opere
- Bartolo Longo e la sua intimità con Dio;
- Don Bosco si diverte;
- Sorgenti di gioia;
- Gesù sotterra un chicco di grano;
- Giorgio La Pira e il risorto;
- Fiori di sapienza. Dizionarietto di saggezza;
- La Donna del Sanctus;
- Papa Giovanni beato. La parola agli atti processuali;
- Quando la teologia prende fuoco. Giuseppe Quadrio sacerdote salesiano;
- Don Bosco nella luce del Risorto;
- Don Bosco sorridente entra in casa vostra;
- Così Don Bosco amò i giovani;
- Il Padre Nostro;
- Ma c'è poi questo Dio;
- Nota bene;
- Sorgenti di Gioia;
- L'Ave Maria inno dell'amore filiale;
- Il Beato Filippo Rinaldi copia vivente di Don Bosco;
- La sorgente eterna dell'amore;
- Noi esistiamo perché Dio Padre ci ama;
- Stile di Serenità;
- La Gioia a Portata di Mano;
- Ridi e sorridi da saggio;
- Il Beato Bartolo Longo;
- Dolcezza e speranza nostra;
- Dio ci ama con cuore d'uomo;
- Il Padre nostro;
- La Leva del Mondo: la preghiera;
- Sant'Eustachio;
- Il Cristo in cui Spero;
- Giorgio La Pira Profeta e testimone del Risorto;
- Serva di Dio Elisabetta Jacobucci Francesca Alcantarina;
- Beata Maria della Passione;
- Il Servo di Dio B. Longo;
- Papa Giovanni Beato;
- Così ridono i saggi;
- Fiori di sapienza;
- Il segreto di papa Giovanni;
- S.Alfonso amico del popolo;
- La Donna del Sanctus;
- Il Sacro nome ti chiama per nome;
- La Leva del Mondo: la preghiera;
- Il monumento alla Pace Universale del beato Bartolo Longo;
- Il Salesiano è fatto così;
- Messaggio di Teilhard De Chardin. Intuizioni e idee madri (Elledici Torino, 1964);
- Un esploratore della felicità: biografia del Servo di Dio Giacomo Gaglione, Apostolato della Sofferenza, 1966.